# Gras-Ellenbach
Gras-Ellenbach ist der namensgebende Ortsteil der Gemeinde Grasellenbach im südhessischen Landkreis Bergstraße und nach Einwohnerzahl deren zweitgrößter Ortsteil sowie ein anerkanntes Kneipp-Heilbad.

## Geographie
Der Ortsteil Gras-Ellenbach liegt im Osten des Gemeindegebiets von Grassellenbach, ca. 26 km östlich von Heppenheim und 2,2 km südöstlich der Gemeindeverwaltung in Hammelbach. Das Gebiet des Ortsteils besteht aus der Gemarkung Gras-Ellenbach mit einer Fläche von 615 Hektar, davon sind 229 Hektar Wald. In der Gemarkung liegen die folgenden aktuellen bzw. historischen Siedlungsplätze:
- Sägewerk[4]
- Streitmühle[5]

Gras-Ellenbach liegt auf 400 m ü. NHN in der Talverzweigung am Zusammenfluss von Ulfenbach und Gaßbach im Odenwald. Südöstlich der Ortslage, im Wald am Nordhang des 547 Meter hohen Spessartskopfs, liegt an einem alten Postweg in 500 Meter Höhe der Siegfriedbrunnen, dem Gras-Ellenbach seine überregionale Bekanntheit verdankt. Am Spessartkopf, im Südosten der Gemarkung, befindet sich zugleich der höchste Punkt der Gemarkung. Die Ortslage befindet sich auf 384 bis 428 m ü. NHN.
An den Ortsteil Gras-Ellenbach grenzen, von Norden beginnend, im Uhrzeigersinn, der Ortsteil Hammelbach und der Mossautaler Ortsteil Hiltersklingen, im Osten der Mossautaler Ortsteil Güttersbach, im Süden der Ortsteil Wahlen und im Westen die Ortsteile Litzelbach und Hammelbach.

## Geschichte

### Überblick
Eine erste erhalten gebliebene urkundliche Erwähnung datiert von 1359 in den Regesten der Pfalzgrafschaft bei Rhein, als Pfalzgraf Ruprecht I. den Verkauf von Wahlen (Waldau), Scharbach (Scharpach) und Gras-Ellenbach (Ellenbach) durch Hartmud von Cronberg an Rudolf von Beckingen bewilligte.
Später war Gras-Ellenbach im Besitz der Kreisen von Lindenfels, die es 1439 wieder an die Kurpfalz verkauften.
Während der Reformation wurde der Ort vorwiegend evangelisch und gehörte als Filialdorf zur reformierten Pfarrei Waldmichelbach und später zu Hammelbach. Am Ende des Dreißigjährigen Kriegs (1648) dürfte der Ort wie viele Gebiete der Kurpfalz fast menschenleer gewesen sein.
Unter Pfälzer Herrschaft gehörte der Ort bis 1803 zur Eicher- oder Hammelbach-Zent des Oberamtes Lindenfels und kam dann infolge des Reichsdeputationshauptschlusses, der die Auflösung der Kurpfalz verfügte, an die Landgrafschaft Hessen-Darmstadt. Dort wurde er ab 1821 durch den Landratsbezirk Lindenfels verwaltet, wobei die Bürgermeisterei in Hammelbach auch für Gras-Ellenbach, teilweise Hiltersklingen, Litzelbach und Oberscharbach zuständig war. Später erhielt Gras-Ellenbach eine eigene Bürgermeisterei. Über mehrere Verwaltungsreformen in Hessen-Darmstadt gelangte der Ort schließlich 1938 zum heutigen Landkreis Bergstraße.
Zum 31. Dezember 1971 schlossen sich im Zuge der Gebietsreform in Hessen die bis dahin selbstständigen Gemeinden Gras-Ellenbach, Hammelbach und Wahlen zur neuen Gemeinde Grasellenbach zusammen.

### Vom Anfang bis zum 18. Jahrhundert
Gras-Ellenbach entstand im Gebiet der ehemaligen Mark Heppenheim, einem Verwaltungsbezirk des Frankenreichs. Am 20. Januar 773 schenkte Karl der Große die Stadt Heppenheim nebst der Mark Heppenheim dem Reichskloster Lorsch. Von dort wurde die Urbarmachung und Besiedlung des Gebietes betrieben. 1232 wurde Lorsch dem Erzbistum Mainz unterstellt. Nach langen Streitigkeiten konnten sich die Kurpfalz und das Erzbistum Anfang des 14. Jahrhunderts über das Erbe aus dem Lorscher Abtei einigen und die Pfälzer Teile wurden durch die Amtsvogtei Lindenfels verwaltet.
Die früheste bekannte schriftliche Erwähnung von Gras-Ellenbach erfolgte 1359, als Pfalzgraf Ruprecht I. den Verkauf von Wahlen (Waldau), Scharbach (Scharpach) und Gras-Ellenbach (Ellenbach) durch Hartmud von Cronberg an Rudolf von Beckingen bewilligte. Danach kam Gras-Ellenbach in den Besitz der Kreisen von Lindenfels, die es 1423 zusammen mit den Dörfern Wahlen und Scharbach, samt ihren Gerichten, Zehnten, Leuten, Gütern und armen Leuten, für 1700 fl. an den Pfalzgrafen Ludwig III. verkauften. Weitere schriftliche Erwähnung fand Gras-Ellenbach als:
- 1439: Wahlen, Scharbach und Gras-Ellenbach werden zu 140 fl. pfälzische Landschatzung herangezogen;
- 1488: die Kurpfalz hat „Hauptrecht, Frevel, Unfel, Atzung, Gebot und Verbot“ über Wahlen; der Pfalzgraf hat zwei Drittel des großen und kleinen Zehnten;
- 1568: Wahlen, Gras-Ellenbach und Nieder-Scharbach haben ein Niedergericht, das viermal im Jahr vom Zentgrafen, der auch Schultheis ist, gehalten wird;
- 1613 ist belegt, dass das genannte Niedergericht zur Eicher- bzw. Hammelbacher Zent gehört, wo Kurpfalz viermal jährlich ein offenes Rügegericht hält.

In den Anfängen der Reformation sympathisierten die pfälzischen Herrscher offen mit dem lutherischen Glauben, aber erst unter Ottheinrich, Kurfürst von 1556 bis 1559, erfolgte der offizielle Übergang zur lutherischen Lehre. Danach wechselten seine Nachfolger und gezwungenermaßen auch die Bevölkerung mehrfach zwischen der lutherischen, reformierten und calvinistischen Religion. Gras-Ellenbach wurde Filial der reformierten Pfarrei Wald-Michelbach und später von Hammelbach.
Weitere Belege über Gras-Ellenbach ergeben für das Jahr 1613, dass der Ort sieben und ein Halb Huben und an Leibeigenen fünf Männer und sieben Frauen hat.
Bis 1737 unterstand die Amtsvogtei Lindenfels dem Oberamt Heidelberg, danach wurde Lindenfels ein Oberamt der Pfalzgrafschaft bei Rhein (im „Kurfürstentum Pfalzbayern“ ab 1777). Gras-Ellenbach war innerhalb des Amtes Lindenfels Teil der Zent Hammelbach (auch Eicher, Affolderbacher oder Wahlheimer Zent genannt).
Nach dem Verzeichnis von 1784 befanden sich damals in 11 Wohnstätten, 28 Familien mit 132 Seelen im Dorf. Die Gemarkung bestand aus 253 Morgen Äckern, 103 Morgen Wiesen, 2 Morgen Gärten, 100 Morgen Weide, und 106 Morgen Wald. Es gab einen Kurfürstlichen Förster, der sowohl über diese, als auch über alle anderen Waldungen der Zent Wald-Michelbach und der Zent Hammelbach die Aufsicht hatte. Vom Zehnten bezog Kurpfalz zwei Drittel und die Kurmainzische Hofkammer, noch aus der Zeit des Klosters Lorsch, ein Drittel.
Im Versuch einer vollständigen Geographisch-Historischen Beschreibung der Kurfürstl. Pfalz am Rheine findet sich 1786 über Gras-Ellenbach:

„Gros-Ellenbach. Ist dritthalb Stunden von der Stadt Lindenfels südostwärts entfernet, und hat zu Nachbaren gegen Ost das Erbachische Hüttersklingen, und den Guttersbacher Wald; gegen Süd das vorgedachte Wahlen, und den Erbachischen Herrenwald; gegen West den Wahlener Wald; gegen Norden Hammelbach. Wie dieses Dorf im J. 1423 an die Pfalz gekommen, ist so eben bei Wahlen bemerket worden. Bei selbigem fliesen die daselbst erwähnten zwo Bächlein herunter nach der Ulvenbach.“

### Vom 19. Jahrhundert bis heute
Mit dem Reichsdeputationshauptschluss von 1803 kam das Gebiet des Oberamts Lindenfels zur Landgrafschaft Hessen-Darmstadt, als Ausgleich für verlorene linksrheinische Gebiete. Dort wurde das „Oberamt Lindenfels“ vorerst als hessische Amtsvogtei weitergeführt. Am 14. August 1806 wurde die Landgrafschaft Hessen-Darmstadt, gegen Stellung hoher Militärkontingente an Frankreich und den Beitritt zum Rheinbund, von Napoleon zum Großherzogtum Hessen erhoben. Im Großherzogtum wurde der Amtsbereich des „Amts Lindenfels“ 1812 aufgeteilt und Gras-Ellenbach dem Amt Fürth zugewiesen. Die übergeordnete Verwaltungsbehörde war der „Regierungsbezirk Darmstadt“, der ab 1803 auch als „Fürstentum Starkenburg“ bezeichnet wurde. Nach dem Wiener Kongress 1814/15 wurden 1816 im Großherzogtum Hessen Provinzen gebildet. Dabei wurde das vorher als „Fürstentum Starkenburg“ bezeichnete Gebiet, das aus den südlich des Mains gelegenen alten Hessischen und den ab 1803 hinzugekommenen rechtsrheinischen Territorien bestand, in „Provinz Starkenburg“ umbenannt.
1821 wurden im Rahmen einer umfassenden Verwaltungsreform die Amtsvogteien in den Provinzen Starkenburg und Oberhessen des Großherzogtums aufgelöst und Landratsbezirke eingeführt, wobei Gras-Ellenbach zum Landratsbezirk Lindenfels kam. Im Rahmen dieser Reform wurden auch Landgerichte geschaffen, die jetzt unabhängig von der Verwaltung waren. Deren Gerichtsbezirke entsprachen in ihrem Umfang den Landratsbezirken. Für den Landratsbezirk Lindenfels war das Landgericht Fürth als Gericht erster Instanz zuständig. Diese Reform ordnete auch die Verwaltung auf Gemeindeebene neu. So war die Bürgermeisterei in Hammelbach auch für Gras-Ellenbach, teilweise Hiltersklingen, Litzelbach und Oberscharbach zuständig. Entsprechend der Gemeindeverordnung vom 30. Juni 1821 gab es keine Einsetzungen von Schultheißen mehr, sondern einen gewählten Ortsvorstand, der sich aus Bürgermeister, Beigeordneten und Gemeinderat zusammensetzte.
Die Statistisch-topographisch-historische Beschreibung des Großherzogthums Hessen berichtet 1829 über Gras-Ellenbach:

„Grasellenbach (L. Bez. Lindenfels) reform. Filialdorf, liegt 2 1⁄2 St. von Lindenfels an dem Ulvenbach und hat 45 Häuser und 324 Einw., die bis auf 21 Luth. und 16 Kath. reform. sind. Unter diesen befinden sich 15 Bauern, 24 Handwerker und 36 Taglöhner. - Bernhard Kreiß von Lindenfels, Ritter, verkaufte 1423 diesen Ort sammt Gerichten, Herrschaften, Zehnten dem Pfalzgrafen Ludwig III. und 1802 kam das Dorf von Churpfalz an Hessen.“

1832 wurden die Verwaltungseinheiten weiter vergrößert und es wurden Kreise geschaffen. Nach der am 20. August 1832 bekanntgegebenen Neugliederung sollte es in Süd-Starkenburg künftig nur noch die Kreise Bensheim und Lindenfels geben; der Landratsbezirk von Heppenheim sollte in den Kreis Bensheim fallen. Noch vor dem Inkrafttreten der Verordnung zum 15. Oktober 1832 wurde diese aber dahingehend revidiert, dass statt des Kreises Lindenfels neben dem Kreis Bensheim der Kreis Heppenheim als zweiter Kreis gebildet wurde, zu dem jetzt Gras-Ellenbach gehörte.
Im Neuestes und gründlichstes alphabetisches Lexicon der sämmtlichen Ortschaften der deutschen Bundesstaaten von 1845 heißt es:

„Grasellenbach. – Dorf, zur evangelischen Pfarrei Hammelbach, resp. kathol. Pfarrei Waldmichelbach gehörig. – 45 H. 324 E. – Großherzogth. Hessen. – Provinz Starkenburg. – Kreis Heppenheim. – Landger. Fürth. – Hofgericht Darmstadt. – Das Dorf Grasellenbach, am Ulvenbach gelegen, ist im Jahre 1802 von Churpfalz an Hessen gelangt.“

Am 31. Juli 1848 wurden in den Provinzen die Kreise und die Landratsbezirke des Großherzogtums abgeschafft und durch „Regierungsbezirke“ ersetzt, wobei die bisherigen Kreise Bensheim und Heppenheim zum Regierungsbezirk Heppenheim vereinigt wurden. Bereits vier Jahre später, im Laufe der Reaktionsära, kehrte man aber zur Einteilung in Kreise zurück und Gras-Ellenbach wurde Teil des neu geschaffenen Kreises Lindenfels.
Die im Dezember 1852 aufgenommenen Bevölkerungs- und Katasterlisten ergaben für Grasellenbach: Reformatorisches Filialdorf mit 368 Einwohnern. Dazu gehören zwei Mühlen und eine Ziegelhütte. Die Gemarkung besteht aus 2462 Morgen, davon 601 Morgen Ackerland, 415 Morgen Wiesen und 1385 Morgen Wald.
In den Statistiken des Großherzogtums Hessen werden, bezogen auf Dezember 1867, für das Filialdorf Gras-Ellenbach mit eigener Bürgermeisterei, 52 Häuser, 397 Einwohnern, der Kreis Lindenfels, das Landgericht Wald-Michelbach, die evangelische reformierte Pfarrei Hammelbach des Dekanats Lindenfels und die katholische Pfarrei Wald-Michelbach des Dekanats Heppenheim, angegeben. Die Bürgermeisterei in Gras-Ellenbach war außerdem für die Streitmühle (ein Häuser, 6 Einw.) zuständig.
Im Jahre 1874 wurden eine Anzahl von Verwaltungsreformen beschlossen. So wurden die landesständige Geschäftsordnung sowie die Verwaltung der Kreise und Provinzen durch Kreis- und Provinzialtage geregelt. Die Neuregelung trat am 12. Juli 1874 in Kraft und verfügte auch die Auflösung der Kreise Lindenfels und Wimpfen und die Wiedereingliederung von Gras-Ellenbach in den Kreis Heppenheim.
Die hessischen Provinzen Starkenburg, Rheinhessen und Oberhessen wurden 1937 nach der 1936 erfolgten Auflösung der Provinzial- und Kreistage aufgehoben. Zum 1. November 1938 trat dann eine umfassende Gebietsreform auf Kreisebene in Kraft. In der ehemaligen Provinz Starkenburg war der Kreis Bensheim besonders betroffen, da er aufgelöst und zum größten Teil dem Kreis Heppenheim zugeschlagen wurde. Der Kreis Heppenheim übernahm auch die Rechtsnachfolge des Kreises Bensheim und erhielt den neuen Namen Landkreis Bergstraße.
Im Jahr 1961 wurde die Gemarkungsgröße mit  615 ha angegeben, davon waren 229 ha Wald.
Zum 31. Dezember 1971 schlossen sich im Zuge der Gebietsreform in Hessen die bis dahin selbstständigen Gemeinden Wahlen, Hammelbach und Gras-Ellenbach freiwillig zur neuen Gemeinde Grasellenbach zusammen. Ortsbezirke nach der Hessischen Gemeindeordnung wurden nicht errichtet.

### Gerichtszugehörigkeit in Hessen
In der Landgrafschaft Hessen-Darmstadt wurde mit Ausführungsverordnung vom 9. Dezember 1803 das Gerichtswesen neu organisiert. Für das Fürstentum Starkenburg wurde das „Hofgericht Darmstadt“ als Gericht zweiter Instanz eingerichtet. Die Rechtsprechung der ersten Instanz wurde weiter durch die Ämter, die Standesherren und Patrimonialgerichte wahrgenommen. Für die Rechtsprechung in Gras-Ellenbach war das Amt Fürth zuständig. Ab 1813 war das neu gebildete Justizamt in Fürth die erste Instanz. Mit Einrichtung der Landgerichte im Großherzogtum Hessen war ab 1821 das Landgericht Fürth das Gericht erster Instanz. 1853 wurde daraus ein neuer Landgerichtsbezirk ausgegliedert, das Landgericht Waldmichelbach, zu dem auch Gras-Ellenbach gehörte. Die erwähnten Obergerichte in Darmstadt waren weiter zuständig.
Anlässlich der Einführung des Gerichtsverfassungsgesetzes mit Wirkung vom 1. Oktober 1879, infolge derer die bisherigen großherzoglichen Landgerichte durch Amtsgerichte an gleicher Stelle ersetzt wurden, während die neu geschaffenen Landgerichte nun als Obergerichte fungierten, wurde das Amtsgericht Wald-Michelbach im Bezirk des Landgerichts Darmstadt zuständig.
1943 wurde der Amtsgerichtsbezirk Wald-Michelbach kriegsbedingt vorübergehend aufgelöst, dem Amtsgericht Fürth zugeordnet und dort als Zweigstelle geführt, was nach dem Krieg wieder rückgängig gemacht wurde. Zum 1. Juli 1968 wurde dann das Amtsgericht Wald-Michelbach aufgelöst, womit Gras-Ellenbach endgültig in die Zuständigkeit des Amtsgerichts Fürth kam.

### Verwaltungsgeschichte im Überblick
Die folgende Liste zeigt die Staaten und Verwaltungseinheiten, denen Gras-Ellenbach angehört(e):
- vor 1737: Heiliges Römisches Reich, Pfalzgrafschaft bei Rhein, Oberamt Heidelberg, Amt Lindenfels, Zent Hammelbach
- ab 1737: Heiliges Römisches Reich, Pfalzgrafschaft bei Rhein, Oberamt Lindenfels, Zent Hammelbach
- ab 1777: Heiliges Römisches Reich, Kurfürstentum Pfalzbayern, Pfalzgrafschaft bei Rhein, Oberamt Lindenfels, Zent Hammelbach
- ab 1803: Heiliges Römisches Reich, Landgrafschaft Hessen-Darmstadt,[Anm. 2] Fürstentum Starkenburg, Amt Lindenfels
- ab 1806: Großherzogtum Hessen,[Anm. 3] Fürstentum Starkenburg, Amt Lindenfels
- ab 1812: Großherzogtum Hessen, Fürstentum Starkenburg, Amt Fürth
- ab 1815: Großherzogtum Hessen, Provinz Starkenburg, Amt Fürth
- ab 1821: Großherzogtum Hessen, Provinz Starkenburg, Landratsbezirk Lindenfels[Anm. 4]
- ab 1832: Großherzogtum Hessen, Provinz Starkenburg, Kreis Heppenheim
- ab 1848: Großherzogtum Hessen, Regierungsbezirk Heppenheim
- ab 1852: Großherzogtum Hessen, Provinz Starkenburg, Kreis Lindenfels
- ab 1871: Deutsches Reich,[Anm. 5] Großherzogtum Hessen, Provinz Starkenburg, Kreis Lindenfels
- ab 1874: Deutsches Reich, Großherzogtum Hessen, Provinz Starkenburg, Kreis Heppenheim
- ab 1918: Deutsches Reich, Volksstaat Hessen,[Anm. 6] Provinz Starkenburg, Kreis Heppenheim
- ab 1938: Deutsches Reich, Volksstaat Hessen, Landkreis Bergstraße[26][Anm. 7]
- ab 1945: Amerikanische Besatzungszone,[Anm. 8] Groß-Hessen, Regierungsbezirk Darmstadt, Landkreis Bergstraße
- ab 1946: Amerikanische Besatzungszone, Hessen, Regierungsbezirk Darmstadt, Landkreis Bergstraße
- ab 1949: Bundesrepublik Deutschland, Hessen, Regierungsbezirk Darmstadt, Landkreis Bergstraße
- ab 1972: Bundesrepublik Deutschland, Hessen, Regierungsbezirk Darmstadt, Landkreis Bergstraße, Gemeinde Grasellenbach[Anm. 9]

## Bevölkerung

### Einwohnerstruktur 2011
Nach den Erhebungen des Zensus 2011 lebten am Stichtag dem 9. Mai 2011 in Gras-Ellenbach 912 Einwohner. Darunter waren 123 (13,5 %) Ausländer. Nach dem Lebensalter waren 105 Einwohner unter 18 Jahren, 345 zwischen 18 und 49, 252 zwischen 50 und 64 und 207 Einwohner waren älter. Die Einwohner lebten in 339 Haushalten. Davon waren 114 Singlehaushalte, 111 Paare ohne Kinder und 87 Paare mit Kindern, sowie 24 Alleinerziehende und 6 Wohngemeinschaften. In 75 Haushalten lebten ausschließlich Senioren und in 231 Haushaltungen lebten keine Senioren.

### Einwohnerentwicklung
| • 1784: | 132 Seelen, 28 Familien in 11 Wohnstätten |
| • 1829: | 324 Einwohner, 45 Häuser                  |
| • 1867: | 403 Einwohner, 53 Häuser                  |

| Gras-Ellenbach: Einwohnerzahlen von 1829 bis 2011 | Gras-Ellenbach: Einwohnerzahlen von 1829 bis 2011 | Gras-Ellenbach: Einwohnerzahlen von 1829 bis 2011 | Gras-Ellenbach: Einwohnerzahlen von 1829 bis 2011 | Gras-Ellenbach: Einwohnerzahlen von 1829 bis 2011 |
| --- | ------------------------------------------------- | ------------------------------------------------- | ------------------------------------------------- | ------------------------------------------------- |
| Jahr |                                                   |                                                   |                                                   | Einwohner                                         |
| 1829 | 1829                                              |                                                   | 324                                               | 324                                               |
| 1834 | 1834                                              |                                                   | 356                                               | 356                                               |
| 1840 | 1840                                              |                                                   | 407                                               | 407                                               |
| 1846 | 1846                                              |                                                   | 387                                               | 387                                               |
| 1852 | 1852                                              |                                                   | 368                                               | 368                                               |
| 1858 | 1858                                              |                                                   | 369                                               | 369                                               |
| 1864 | 1864                                              |                                                   | 401                                               | 401                                               |
| 1871 | 1871                                              |                                                   | 399                                               | 399                                               |
| 1875 | 1875                                              |                                                   | 416                                               | 416                                               |
| 1885 | 1885                                              |                                                   | 415                                               | 415                                               |
| 1895 | 1895                                              |                                                   | 401                                               | 401                                               |
| 1905 | 1905                                              |                                                   | 423                                               | 423                                               |
| 1910 | 1910                                              |                                                   | 421                                               | 421                                               |
| 1925 | 1925                                              |                                                   | 348                                               | 348                                               |
| 1939 | 1939                                              |                                                   | 317                                               | 317                                               |
| 1946 | 1946                                              |                                                   | 520                                               | 520                                               |
| 1950 | 1950                                              |                                                   | 471                                               | 471                                               |
| 1956 | 1956                                              |                                                   | 455                                               | 455                                               |
| 1961 | 1961                                              |                                                   | 544                                               | 544                                               |
| 1967 | 1967                                              |                                                   | 653                                               | 653                                               |
| 1970 | 1970                                              |                                                   | 664                                               | 664                                               |
| 1980 | 1980                                              |                                                   | ?                                                 | ?                                                 |
| 1990 | 1990                                              |                                                   | ?                                                 | ?                                                 |
| 2005 | 2005                                              |                                                   | 870                                               | 870                                               |
| 2011 | 2011                                              |                                                   | 962                                               | 962                                               |
| Datenquelle: Historisches Gemeindeverzeichnis für Hessen: Die Bevölkerung der Gemeinden 1834 bis 1967. Wiesbaden: Hessisches Statistisches Landesamt, 1968. Weitere Quellen: LAGIS Gemeinde Grasellenbach; Zensus 2011 |                                                   |                                                   |                                                   |                                                   |

### Historische Religionszugehörigkeit
| • 1829: | 21 lutheranische (= 6,48 %), 287 reformierte (= 88,58 %) und 16 katholische (= 4,94 %) Einwohner |
| • 1961: | 412 evangelische (= 75,74 %), 123 katholische (= 22,61 %) Einwohner                              |

## Wappen und Flagge
Wappen

Blasonierung: Im von Blau und Gold schräggevierten Schild, oben in Blau der stilisierte silberne Kopf des Hessischen Löwen, mit roter Zunge und roten Querstreifen, rechts und links in Gold je ein rotes Lindenblatt und unten in Blau, zwei gewellte silberne Balken.
Das Wappen wurde der Gemeinde Grasellenbach am 9. August 1966 durch den Hessischen Innenminister genehmigt.
Gestaltet wurde es durch den Bad Nauheimer Heraldiker Heinz Ritt.
Der Löwenkopf verweist auf die Zugehörigkeit zu Hessen, die beiden Wellenbalken auf die zahlreichen Bachläufe in und um Gras-Ellenbach. Die beiden Lindenblätter verweisen auf den Bezug des Ortes zur Nibelungensage, da einer der möglichen Orte, an dem Siegfried gestorben sein soll am Gras-Ellenbacher Siegfriedsbrunnen ist.
Flagge
Gemeinsam mit dem Wappen wurde der Gemeinde auch eine Flagge genehmigt, wie folgt beschrieben wird:
Flaggenbeschreibung: „Auf breiter weißer Mittelbahn, beseitet von schmalen roten Seitenbahnen, im oberen Teil aufgelegt das Gemeindewappen.“

## Verkehr
Für den Straßenverkehr ist Gras-Ellenbach durch die Landesstraße L 3105 erschlossen, die in Nord-Süd-Richtung verläuft und von der Bundesstraße 460, der Siegfriedstraße nach Süden in das Ulfenbachtal abzweigt und über Wald-Michelbach nach Hirschhorn (Neckar) führt.